# توپخانه خودکششی

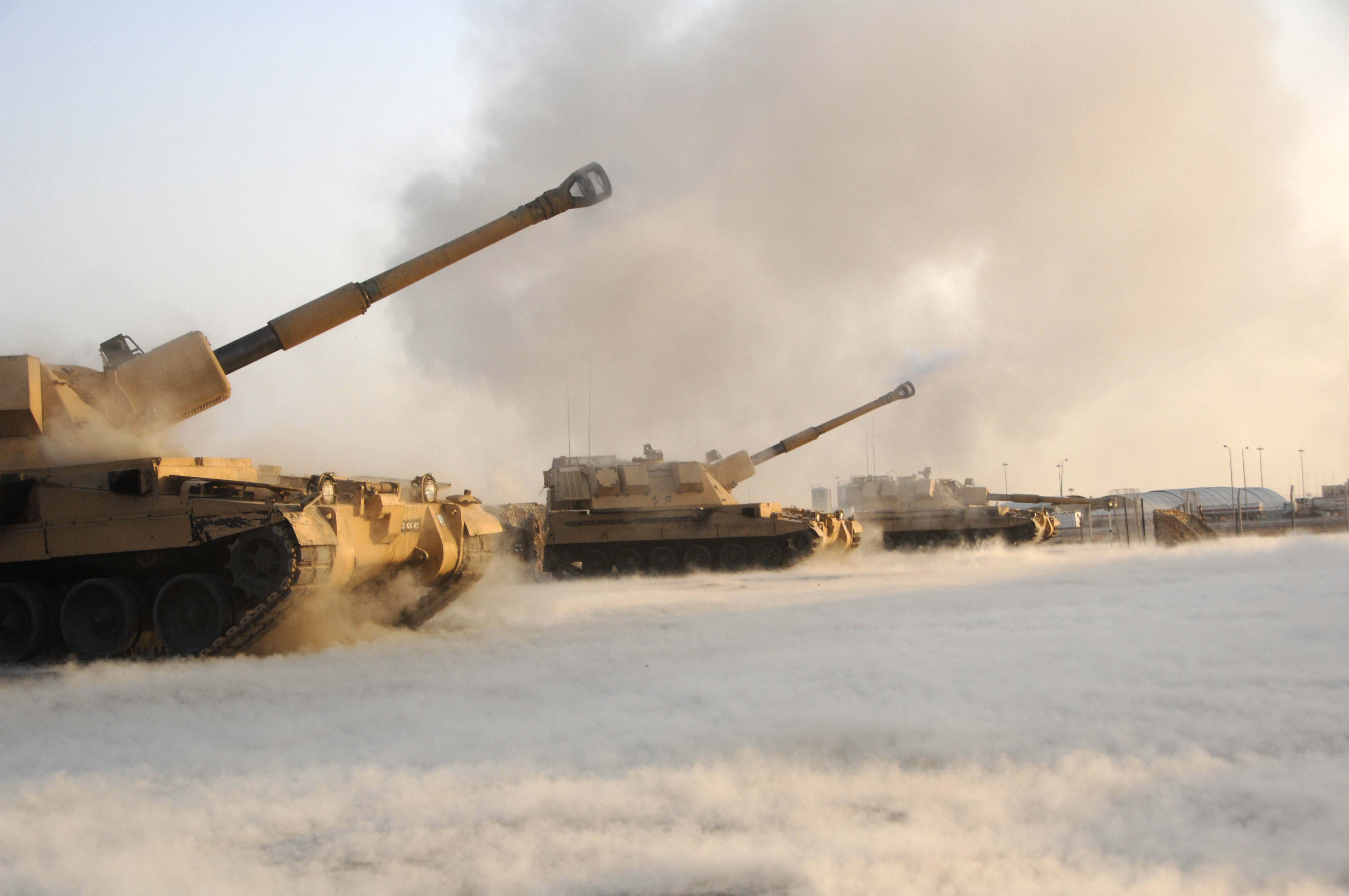
توپ‌های آاس-۹۰ ۱۵۵ م‌م ارتش بریتانیا

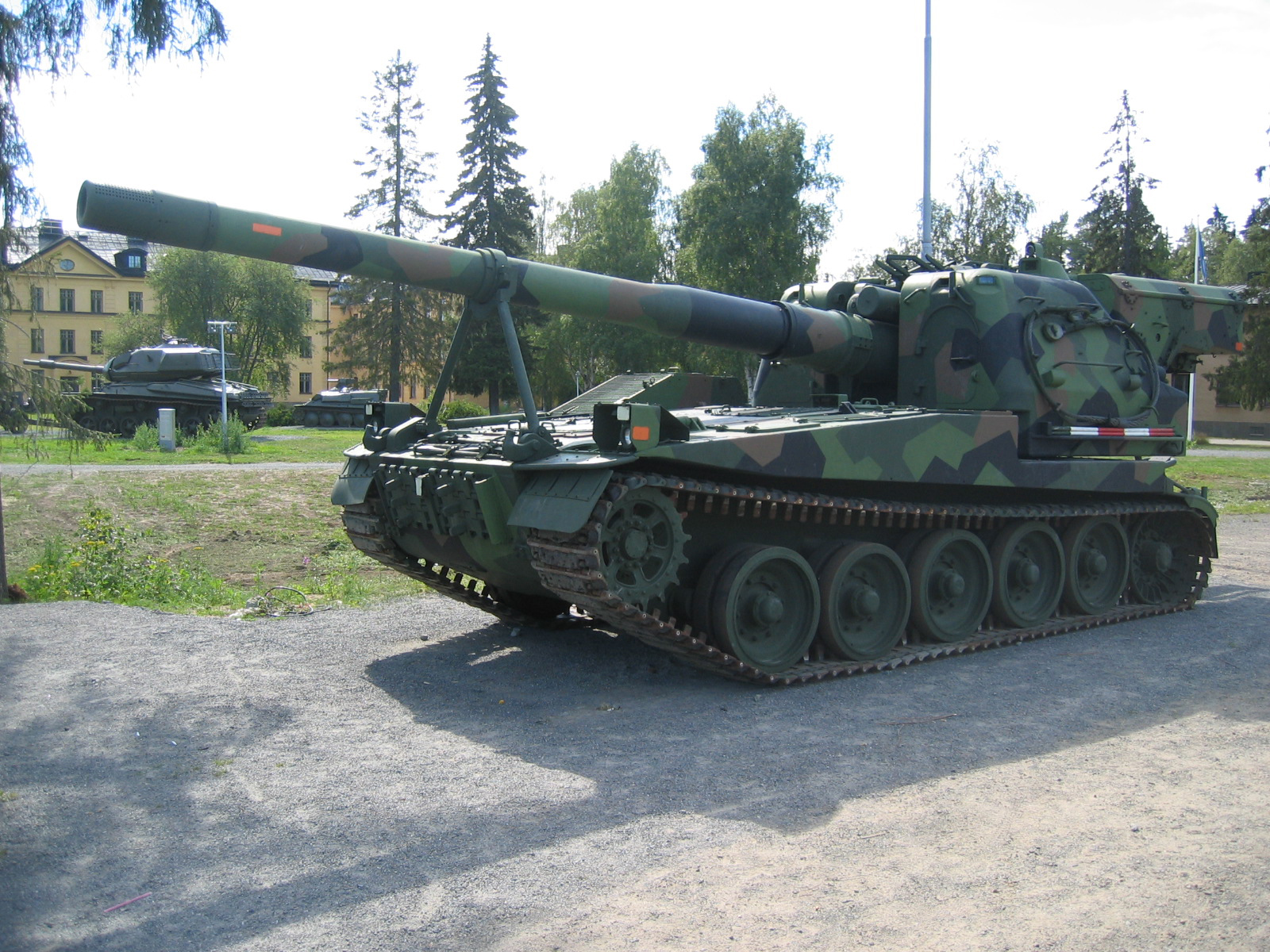
توپ ۱۵۵ م‌م سوئدی Bandcanon

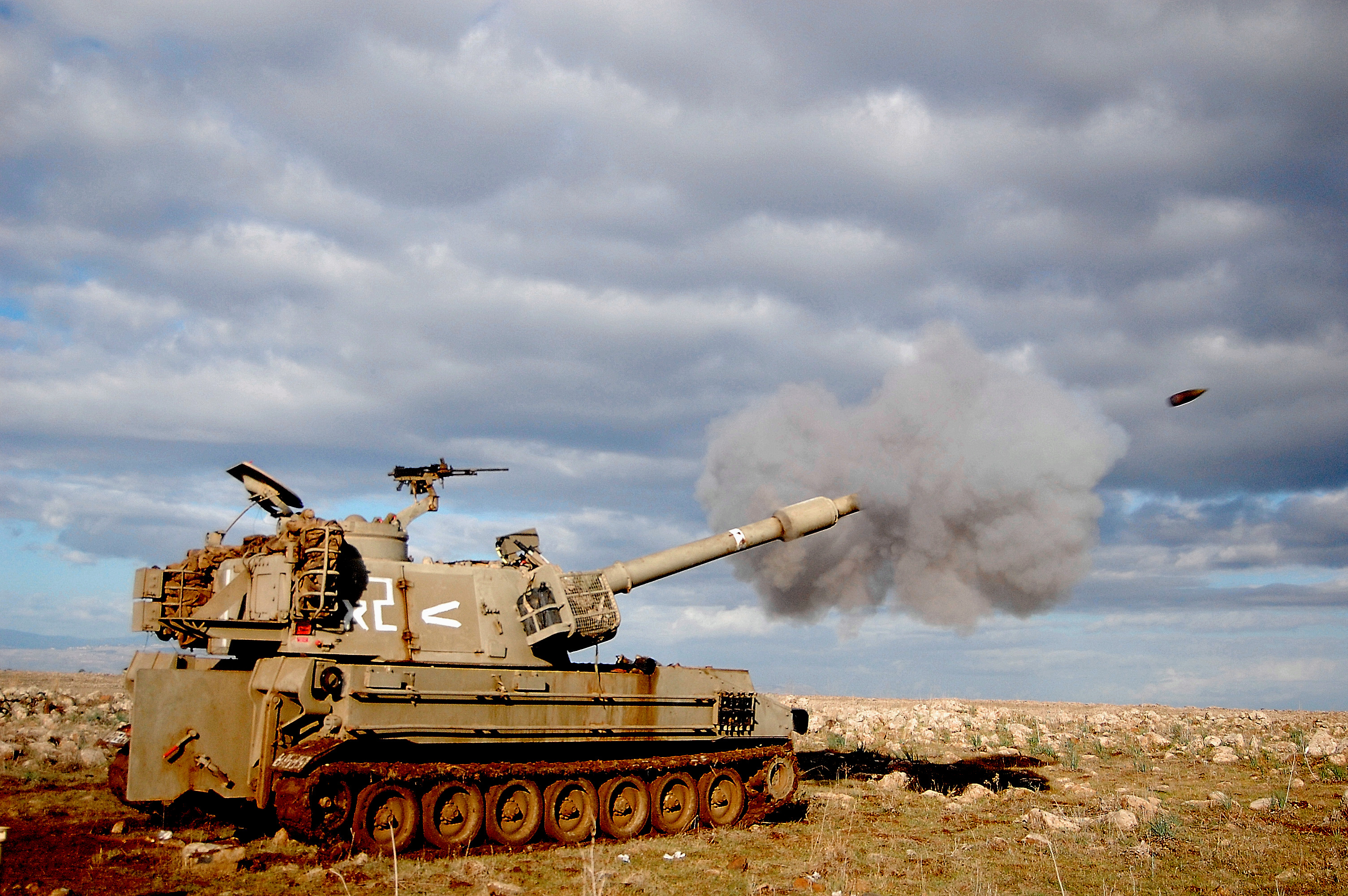
توپ ام۱۰۹ در حال شلیک

توپخانه خودکششی یا خودرو به خودروهای نظامی مجهز به توپ‌های جنگی گفته می‌شود که شامل توپ‌ها (یا هویتزرها)ی خودکششی و توپخانه راکت‌انداز می‌شود. این خودروها قابلیت تحرک بالایی دارند و معمولاً از یک شاسی خودرو شنی‌دار تشکیل می‌شوند که یک هویتزر یا دیگر انواع توپ‌های جنگی، یا یک خمپاره‌انداز، یا پرتابگرهای راکتی بر آن نصب شده‌اند. این ادوات توپخانه‌ای معمولاً برای بمباران غیرمستقیم حمایتی دوربرد در صحنه نبرد استفاده می‌شوند.
در گذشته، خودروهای جنگی مخصوص آتش مستقیم مثل توپ‌های تهاجمیو تانک‌کش‌ها نیز در زمره توپخانه خودکششی قرار می‌گرفتند. این ادوات نظامی از زره سنگینی برخوردار بودند و اولی آتش مستقیم نزدیک را برای پیاده‌نظام فراهم می‌کرد، و دیگری نیز یک خودرو اختصاصی شکارگر تانک بود.
توپ‌های خودکششی مدرن از نظر ظاهری به تانک شباهت دارند، اما به‌طور کلی زره سبک‌تری دارند، بسیار سبک‌تر از آن که آتش مستقیم میدان جنگ را تاب بیاورند. با وجود این، خدمه و سرنشینانشان را در برابر ترکش‌ها و گلوله‌های سلاح‌های سبک محافظت می‌کنند و در نتیجه در گروه خودروهای جنگی زرهی طبقه‌بندی می‌شوند. بسیاری از آن‌ها هم برای دفاع از خود در مقابل پیاده‌نظام دشمن به مسلسل مجهزند.
مزیت کلیدی توپخانه خودکششی بر توپخانه کششی سرعت بسیار بیشتر عملیاتی شدن آن‌هاست. توپ‌های کششی، پیش از استفاده، باید خودروی کشنده‌شان متوقف و توپ پیاده و تنظیم شود. برای تغییر موقعیت هم دوباره باید توپ را روی خودرو سوار و به محل جدید منتقل کرد. اما توپخانه خودکششی قادر است تا در محل دلخواه توقف و بلافاصله آغاز به شلیک و به سرعت به موقعیت جدید نقل مکان کند. این قابلیت به ویژه در جنگ‌های متحرک و به خصوص در هنگام پیشروی مفید است.
در نقطه مقابل، تولید و نگهداری توپخانه کششی ارزان‌تر است. وزن آن سبک‌تر است و می‌توان آن را در نقاطی قرار داد که در دسترس توپ‌های خودکششی نیست. از همین رو، با وجود مزیت‌های توپ‌های خودکششی، هنوز هم بسیاری از ارتش‌های مدرن دنیا زرادخانه‌ای از توپ‌های کششی را در اختیار دارند.

## تاریخچه

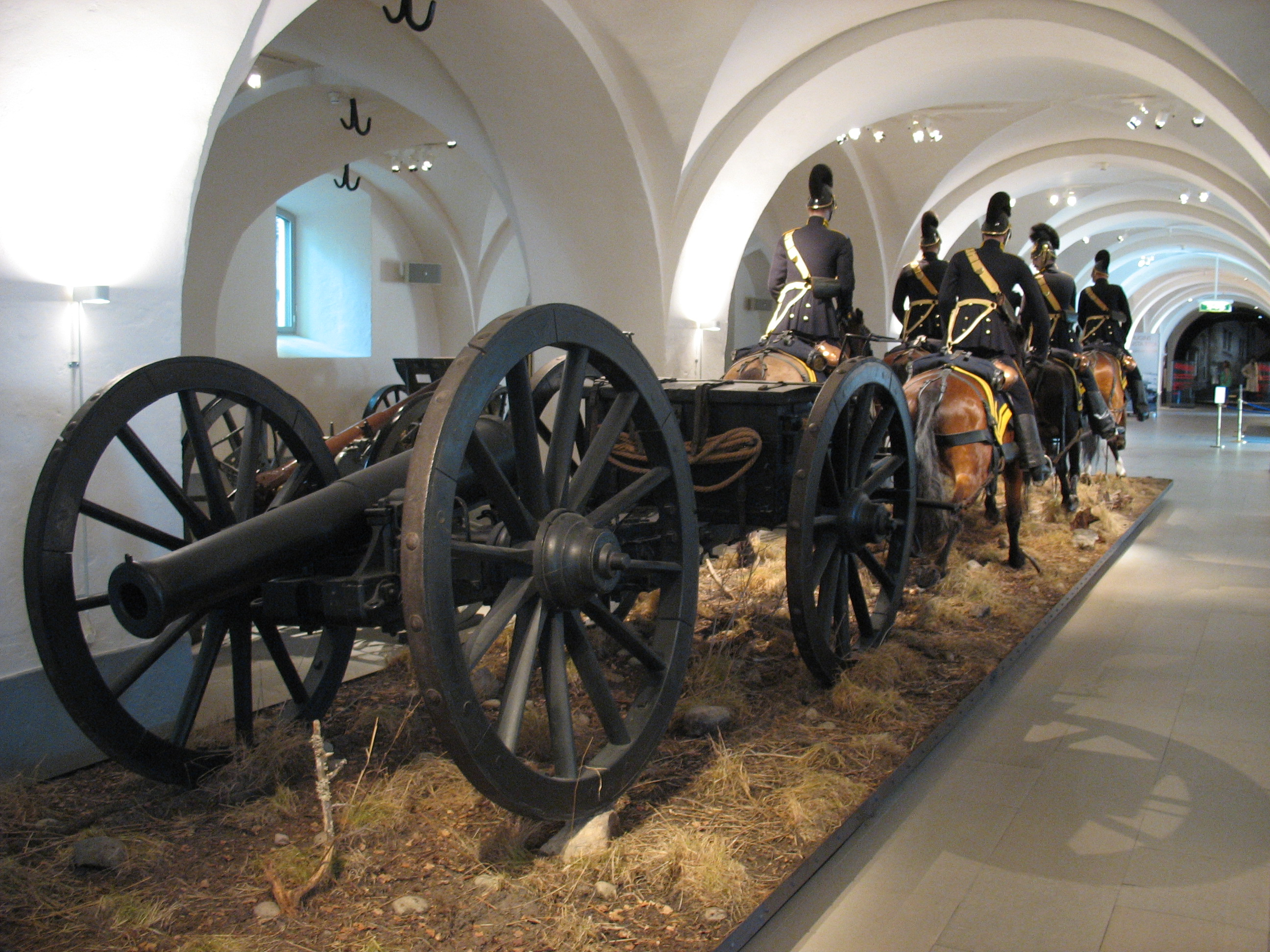
توپخانه سواره‌نظام نمونه ابتدایی توپخانه‌های خودکششی بود. مدلی از یک واحد نظامی سوئدی در قرن نوزدهم

نخستین توپ خودکششی انگلیسی یک تانک آزمایشی در ژانویه ۱۹۱۷ بود که از شاسی تانک و یک توپ ۶ اینچی (کالیبر ۲۰۳) استفاده می‌کرد. فرانسوی‌ها هم یک توپ ۲۲۰ میلی‌متری را بر روی بدنه تانک سبک رنو اف‌تی نصب کردند. پس از جنگ جهانی اول تردیدهایی در مورد سودمندی توپ‌های خودکششی مطرح شده و جلوی تولید آن‌ها را گرفت. گرچه ژنرال ناظر توپخانه فرانسه پیشنهاد داده بود که تمام توپ‌های متوسط و سنگین این ارتش خودکششی باشند اما بیشتر نظامیان با وی مخالف بودند و این طرح انجام نشد. در آمریکا هم طرح تولید توپ خودکششی در سال ۱۹۲۲ متوقف شد و بریتانیایی‌ها اگرچه یک توپ ۱۸ پوندی را در سال ۱۹۲۵ آزمایش کردند اما نظریه غالب در میان آن‌ها مخالفت با چنین توپ‌هایی بود. مهم‌ترین دلیل مخالفت‌ها به مسئله چگونگی حمل و نقل مهمات این توپ‌ها آن هم در یک نبرد پرسرعت تانک‌ها مربوط می‌شد. این نظریه هم مطرح بود که با افزایش قدرت آتش تانک‌ها آن‌ها دیگر نیازی به حمایت توپخانه ندارند.
به این ترتیب اکثر کشورها از جمله انگلستان و فرانسه جنگ جهانی دوم را بدون توپ خودکششی آغاز کردند اما تجربه جنگ بلافاصله تصورات را تغییر داد. بلافاصله نیاز به چنین توپ‌هایی احساس شده و آن‌ها وارد میدان نبرد شدند. این توپ‌های خودکششی شامل توپ‌های تهاجمی، ضد زره، صحرایی، هویتزر و ضدهوایی می‌شدند که کشورهای مختلف از جمله انگلیس، آمریکا، آلمان و شوروی به آن‌ها روی آوردند. در شوروی توپخانه خودکششی یکی از بخش‌های اصلی استراتژی جنگی آن‌ها بود که بر مبنای تهاجم واحدهای زرهی استوار شده بود و این توپ‌های به جای اینکه بخشی از توپخانه باشند معمولاً زیر فرماندهی نیروهای تانک قرار داشتند.
از دهه ۱۹۶۰ وظیفهٔ شکار تانک‌ها در بیشتر ارتش‌ها به تانک‌ها واگذار شد با این حال توپ‌های خودکششی همچنان در توپخانه‌های صحرایی استفاده می‌شوند چراکه قابلیت بالای حفاظتی و حرکت در خارج از جاده آن‌ها مناسب جنگ‌های زرهی مدرن است. شوروی‌ها یک خانوادهٔ جامع از توپ‌های خودکششی را در دههٔ ۱۹۷۰ تولید کردند که شامل توپ‌های ۱۲۲ م‌م 2S1 و ۱۵۲ م‌م 2S5 می‌شد. توپ خودکششی آمریکایی ۱۵۵ م‌م ام۱۰۹ نیز از اواسط دهه ۱۹۶۰ به مدت ۳۰ سال توپ اصلی کشورهای عضو ناتو بود. امروزه این توپ‌ها در حال جایگزینی با توپ‌های مدرن‌تری هستند که از قابلیت‌های ناوبری خودکار، گلوله‌گذاری اتوماتیک، شلیک رگبار و قدرت حفاظتی بیشتر برخوردارند.